# 韦罗妮卡·沃尔科夫
韦罗妮卡·沃尔科夫·费尔南德斯（西班牙語：Verónica Volkow Fernández；1955年4月26日—）是墨西哥的一个诗人、艺术评论家和翻译家。

## 生平
她生于墨西哥城，是化学家埃斯特班·沃尔科夫和服装设计师帕尔米拉·费尔南德斯的长女。她的父亲埃斯特万·沃尔科夫是季娜伊达·沃尔科娃的儿子和列夫·托洛茨基的外孙。她有3个妹妹：诺拉、娜塔莉亚和帕特里西亚。
她曾为多位艺术家的展览编写图录，并翻译其曾外祖父列夫·托洛茨基、维克托·塞尔日、亨利·米肖、迈克尔·汉堡和伊丽莎白·毕晓普的作品。

## 作品
- 《库玛的女预言家》（1974年）
- 《墨水海岸》（1979年）
- 《开始》（1983年）
- 《格拉西埃拉·伊图尔维德：伪装》（1984年）
- 《南非日记》（1988年）